# Хитокири
Четверо хитокири эпохи бакумацу (яп. 幕末四大人斬り Бакумацу сидай хитокири, «хитокири» дословно означает «тот, кто режет людей») — общее название четырёх наёмных убийц, действовавших в Японии в конце периода Эдо. Все четверо хитокири происходили из южных ханов и придерживались антисёгунской (и, соответственно, проимпериалистической) идеологии — «тобаку» (яп. 倒幕 то:баку, «свержение сёгуната»). В четвёрку входили:
- Каваками Гэнсай — происходил из хана Кумамото;
- Кирино Тосиаки (известен также под именем Накамура Хандзиро) — из хана Сацума;
- Окада Идзо — из хана Тоса;
- Танака Симбэй — из хана Сацума.

Среди сторонников просёгунских взглядов («сабаку» 佐幕, «верность сёгунату») также были люди, называемые хитокири. Например, члена киотской военной полиции Синсэнгуми Оиси Кувадзиро (яп. 大石鍬次郎) называли «хитокири Кувадзиро», поскольку он принимал участие во многих убийствах, которые осуществляли Синсэнгуми.

## Хитокири в массовой культуре
- «Хитокири» (яп. 人斬り) — фильм 1969 года, рассказывает об Окаде Идзо. Режиссёр Хидэо Гося, в главной роли Синтаро Кацу.[2]
- «Rurouni Kenshin» — аниме и манга 1990-х годов. Главный герой — бывший хитокири, чей образ основан на сведениях о Каваками Гэнсае[3].
- «Бродяга Кэнсин: Начало» — фильм 2021  повествование чей образ основан на сведениях на историях].